# Epidemia (banda)
Epidemia (en ruso: Эпидемия, romanización Epidemiya) es una banda rusa de power metal conocida por realizar la ópera metal Elven Manuscript en 2004. Fue formada por el guitarrista Yuri "Juron" Melisov en 1993, haciendo sus primeras canciones en 1995. La banda fue nominada una vez para los MTV Europe Music Awards.

## Discografía
| Título original                                | Título transliterado                             | Traducción                                     | Año  |
| ---------------------------------------------- | ------------------------------------------------ | ---------------------------------------------- | ---- |
| Феникс (demo)                                  | Fenix (demo)                                     | Fenix (Demo)                                   | 1995 |
| Воля к Жизни (EP)                              | Volya c Zhisni (EP)                              | Voluntad de vivir (EP)                         | 1998 |
| На Краю Времени                                | Na Crayu Vremeni                                 | En el borde del tiempo                         | 1999 |
| Загадка Волшебной Cтраны                       | Sagadca Volixebnoy Strany                        | Búsqueda por la tierra mágica                  | 2001 |
| Эльфийская Pукопись                            | Еl'fiyscaya Rhucopis'                            | Manuscrito élfico                              | 2004 |
| Жизнь в Cумерках                               | Zhisñ v Shumercah                                | Viviendo en el crepúsculo                      | 2005 |
| Эльфийская Рукопись 2: Сказание На Все Времена | Еl'fiyscaya Rhucopis' 2: Scasanie Na Vce Vremena | Manuscrito élfico 2: Saga de todos los tiempos | 2007 |
| Сумеречный Ангел (Сингл)                       | Shumerechnyy Angel (cingl)                       | Angel del crepúsculo (Sencillo)                | 2009 |
| Дорога Домой                                   | Doroga Domoy                                     | Camino a casa                                  | 2010 |
| Всадник из Льда                                | Vsadnik iz L'da                                  | El jinete de hielo                             | 2011 |
| В Трезвучиях Баллад... (концертный альбом)     | V trezvuchiyah ballad                            | En triadas de baladas... (Álbum en directo)    | 2012 |
| Сокровище Энии                                 | Sokrovische Enii                                 | El tesoro de Enya                              | 2014 |
| Придумай Светлый Мир (Сингл)                   | Pridumay Svetliy Mir (cingl)                     | Piensa en un mundo brillante (Sencillo)        | 2016 |
| Легенда Ксентарона                             | Legenda Ksentarona                               | La leyenda de Xentharon                        | 2018 |
| Вне правил (EP)                                | Vne pravil (EP)                                  | Más allá de las reglas (EP)                    | 2019 |